# Aleutere
Aleutere er det oprindelige folk på Aleuterne i Alaska, USA, og Kamtjatka, Rusland. Deres egen oprindelig betegnelse for sig selv er unangan, og betegnelsen "aleuter" stammer fra medlemmer af Vitus Berings ekspedition, der mødte dem i midten af det 18. århundrede. Aleuter betyder på deres eget sprog "samfund", mens deres oprindelige navn "unangan" sandsynligvis betyder "kystfolk".

## Udbredelse
Aleuternes oprindelige hjemområde er først og fremmest Aleuterne, Priboloføerne, Shumaginøerne og det vestligste af Alaskahalvøen. I det 19. århundrede blev nogle af aleuterne deporteret fra Aleuterne til Kommandørøerne i Rusland af Det Russisk-Amerikanske Kompagni.

## Historie
Aleutere har beboet Aleuterne i mindst 2.500 år, og der er fundet efterladenskaber fra mennesker, der menes at være fra omkring 1000 f.Kr.
Efter russernes opdagelse af aleuterne dukkede der snart kristne missionærer op, og mange aleutere blev kristne, idet de især tilsluttede sig den russisk-ortodokse kirke. En af de første kristne martyrer i Nordamerika var Peter Aleuteren, der som russisk-ortodoks blev tortureret og dræbt af spanske katolikker cirka 1815.
Snart efter de første russere kom der russiske pelshandlere, som bosatte sig på Aleuterne og begyndte at udnytte de indfødte. Der er beretninger om aleutisk oprør i 1784 mod russerne som følge af nedskæringerne i de fornødenheder, som russerne gav i bytte for pelsværk.
I 1811 drog nogle aleutere mod syd for at skaffe flere af de odderskind, der nu var i høj kurs. De kom til San Nicolas-øen ved den Californiske Halvø, hvor de indfødte nicoleñoer forsøgte at få betaling for aleuternes voldsomme slagtning af odderne. Der opstod stridigheder, der blev afløst af vold, og i de kampe, der opstod, blev næsten alle nicoleño-mænd dræbt. Sammen med de sygdomme, som europæerne på samme tid bragte med sig, medførte det nogle år senere, at nicoleñoerne uddøde.
Før aleuterne blev alt for meget påvirket af udefrakommende, var der en population på omkring 25.000 aleutere på øerne. Barbarisk fremfærd og hidtil ukendte sygdomme betød hurtigt et stærkt fald i befolkningen, så der blev under en tiendedel af det oprindelige tal. Ved en folketælling i 1910 blev det opgjort, at der var 1.491 aleutere. Ved folketællingen i 2000 var der 11.941 personer af aleutisk afstamning; næsten 17.000 oplyste, at der var aleutere blandt deres forfædre. Man regner med, at som følge af den russiske besættelse af Aleuterne er der ingen fuldblods aleutere tilbage.
I 1942 under anden verdenskrig besatte japanske styrker Attu og Kiska yderst mod vest i Aleuterne, og de førte senere indbyggere fra Attu til Hokkaido, hvor de blev holdt indespærret som krigsfanger. Hundredvis af andre aleutere fra de vestligste øer og Pribiloføerne blev evakueret af den amerikanske regering og anbragt i interneringslejre i det sydøstlige Alaska, hvor mange af dem døde. I 1988 blev der vedtaget en lov i USAs Kongres, der søgte at kompensere de overlevende for denne internering.

## Kultur og teknologi
Aleuterne byggede huse, der delvist lå under jorden, og som blev kaldt barabaraer. Ifølge Lillie McGarvey, en aleutisk leder fra det 20. århundrede, havde barabaraerne de egenskaber, at de holdt beboerne tørre fra den megen regn, varme hele tiden samt beskyttede mod den hyppige skarpe blæst. Når man lavede en barabara, gravede man først en firkantet grav, der blev dækket med brædder og tætnet med jord og mos. Indenfor var der bænke ved siderne og ildsted i midten. Sovepladserne var bagest i husene.
Aleuterne beskæftigede sig med jagt, våbenfremstilling, fremstilling af baidarkaer (hurtige jagtbåde) og vævning. Håndværkerne var i det 19. århundrede berømte for deres dekorerede jagthatte, som har sindrige, farverige mønstre og kan være pyntet med søløveknurhår, fjer eller elfenben. Andrew Gronholdt fra Shumaginøerne spillede en markant rolle i at fastholde dette håndværk. Aleutiske syere fremstillede med fine sting vandtætte anorakker af sælskind, og nogle kvinder formår stadig at fremstille fine kurve af marehalm.
Den traditionelle aleutiske beklædning for mænd var sælskindsfrakker, kaldet kamleika, der ofte kunne have forskellig pynt. Kamleikaen havde som regel en hætte, og man bar støvler af rensdyrskind på fødderne. Der fandtes også en slags visir, der dog kun blev båret udenfor, når det var rigtig koldt, eller i forbindelse med dans. Når man var ude på jagt, fiskeri eller i kajakker havde man ofte en ekstra vandtæt frakke af sæl-, hvalros- eller fiskeskind på. Mændene var som regel korthårede, mens kvinderne havde langt hår, enten udslået eller flettet. De havde ofte frakker på som mændene, men de var som regel rundede forneden, og under dem bar kvinderne vide bukser. De brugte ligeledes støvler, og så havde de ofte halskæder med skaller, der blev beundret af vestlige opdagelsesrejsende.
Fiskeri, jagt og indsamling var de eneste måder, hvorpå aleuterne kunne skaffe sig føde. Laks, sæler, hvalrosser, krabber, skaldyr og torsk blev fanget og tørret, røget eller stegt. Rensdyr, moskusokser, rådyr, elge, hvaler og andre byttedyr blev stegt eller præserveret. Bær blev plukket og tørret, og de indgik ofte i alutiqqutigaq, der er en blanding af bær, fedt og fisk. Skindet og spækket af kogt hval eller hvalros blev regnet for delikatesser. Nu om stunder spiser aleutere fortsat noget af den traditionelle mad, der suppleres af forarbejdede og andre indførte fødevarer.
Aleuterne fremstillede selv våben i form af harpuner, spyd, buer og pile. De lavede desuden pagajer til kajakkerne, så de også kunne bruges som effektive køller.

## Sprog
Nu om stunder taler aleuterne mest enten engelsk eller russisk, men aleutisk tales fortsat af en lille gruppe mennesker. Der er tale om et eskimoisk-aleutisk sprog, der findes i tre dialekter: Østaleutisk, der tales på de østlige Aleuter, Shumagin-øerne, Fox-øerne og Pribilof-øerne; atkan, der tales på Atka og Bering Ø, samt den nu uddøde attuanske dialekt.